# Leimitz-Jägersruh
Leimitz-Jägersruh ist ein Stadtteil der kreisfreien Stadt Hof in Bayern.

## Lage und Geschichte

Ortsrand von Jägersruh

Leimitz-Jägersruh liegt im Osten der Stadt Hof. Der Stadtteil besteht aus Eichelberg, Jägersruh, Leimitz und Petersziegelei.
1960 wurde Petersziegelei nach Hof umgegliedert. Am 1. Januar 1977 wurde im Zuge der Gebietsreform in Bayern Leimitz mit Eichelberg und Jägersruh nach Hof eingemeindet. 2021 kam es zu einem Großeinsatz wegen eines Brandes in einer Recycling-Anlage in Jägersruh mit einer weithin sichtbaren Rauchsäule.

## Öffentliche Einrichtungen

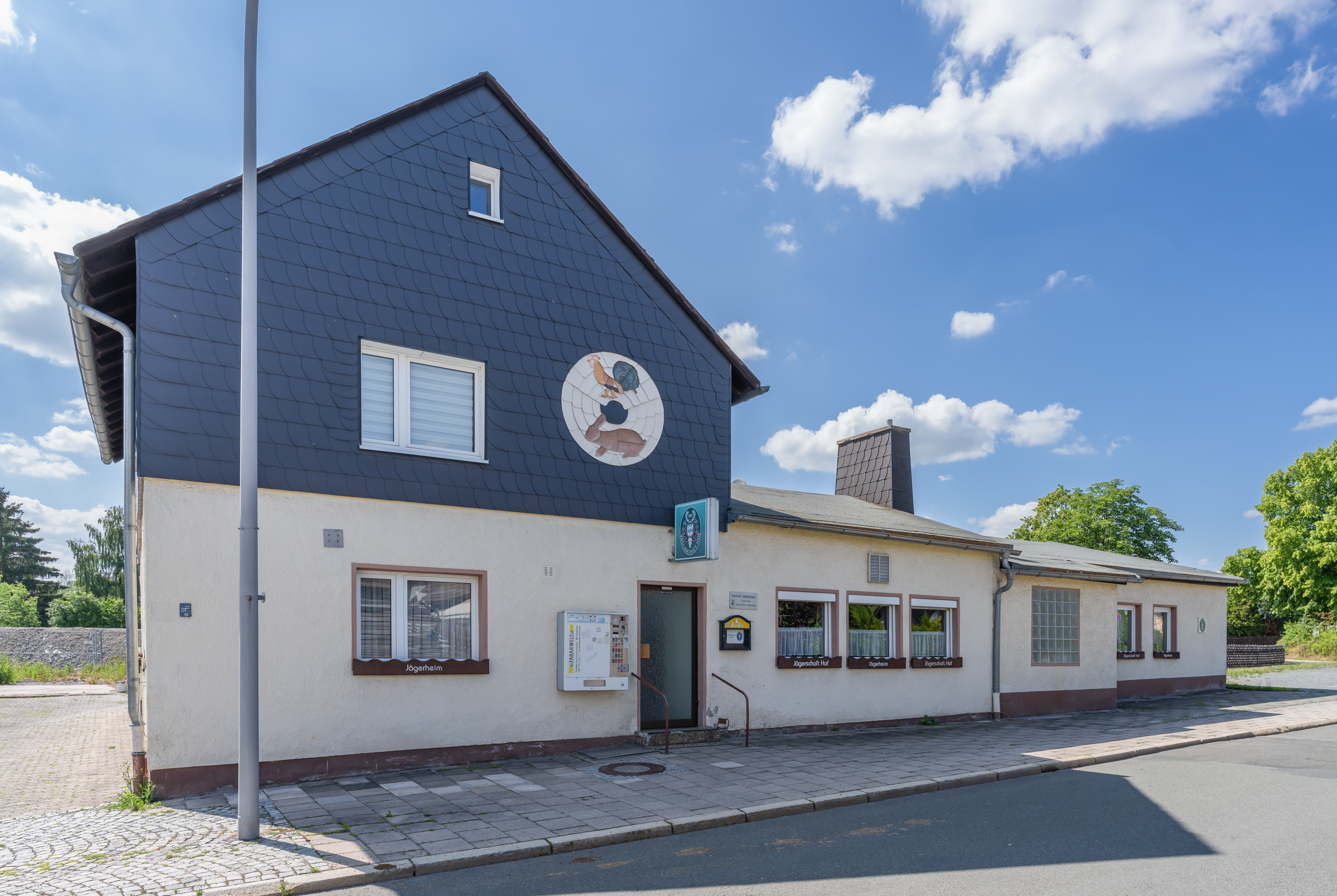
Vereinsheim der Jägerschaft Hof

In Leimitz hat die Feuerwehr Hof zwei Standorte: die Wache 7 Leimitz-Haidt und die Wache 8 Leimitz.
In Jägersruh befinden sich der Jagdverein und der Schützenverein Jägersruh.